# Карфаген (держава)
36°50′38″ пн. ш. 10°19′35″ сх. д. / 36.84391668° пн. ш. 10.32644723° сх. д.
Карфаге́н, також Картаге́на (фінік. 𐤒𐤓𐤕•𐤇𐤃𐤔𐤕 Qart-ḥada(št), лат. Carthago, грец. Καρχηδόνα) — фінікійська держава зі столицею в однойменному місті, яка існувала в давнину на півночі Африки, на терені сучасного Тунісу. Назва Qart-ḥadašt (у пунічному записі без голосних Qrtḥdšt) перекладається з фінікійської мови як «Нове місто». Латинська назва фінікійців-карфагенян — Poeni або Puni (звідси — Пунічні війни).
Карфаген заснували колоністи з фінікійського міста Тір в IX ст. до н. е. Існує дві прийняті дати заснування Карфагена: 825—823 до н. е. або 814—813 до н. е., при цьому в літературі частіше наводять останню дату.
Згідно з переказами, місто заснувала цариця Дідона, котра втекла з міста Тір після того, як її брат Пігмаліон, цар Тіра, убив її чоловіка Сіхея, щоб заволодіти його багатством. Протягом всієї історії Карфагена жителі міста славилися діловою хваткою. Згідно з легендою про заснування міста, Дідона домовилася з місцевим племенем купити стільки землі, скільки покриє бича шкура. Вона розрізала шкуру на вузькі паски і, зробивши з них коло, заволоділа великим пагорбом. Тому поставлена на цьому місці цитадель мала назву Бірса, що означає грецькою «шкура» (можливо, хибна етимологія).
Після падіння фінікійського впливу в Західному Середземномор'ї Карфаген перепідпорядковує собі колишні фінікійські колонії завдяки вигідному географічному положенню. До III ст. до н. е. він стає найбільшою державою на заході Середземного моря, підпорядкувавши Південну Іспанію, узбережжя Північної Африки, велику частину Сицилії і Сардинії, Корсику. Після Пунічних воєн проти Риму Карфаген втратив свої завоювання і був зруйнований у 146 році до н. е., його територію перетворили на римську провінцію Африка. Юлій Цезар запропонував заснувати на його місці колонію, що і зробили після його смерті.
У 420—430-ті роки Західна Римська імперія втратила контроль над провінцією внаслідок сепаратистських заколотів і захоплення германським плем'ям вандалів, що заснували своє королівство зі столицею в Карфагені. Після завоювання Північної Африки імператором Візантії Юстиніаном місто Карфаген стало столицею Карфагенського екзархату. Остаточно втратило своє значення після завоювання арабами наприкінці VII століття.

## Розташування

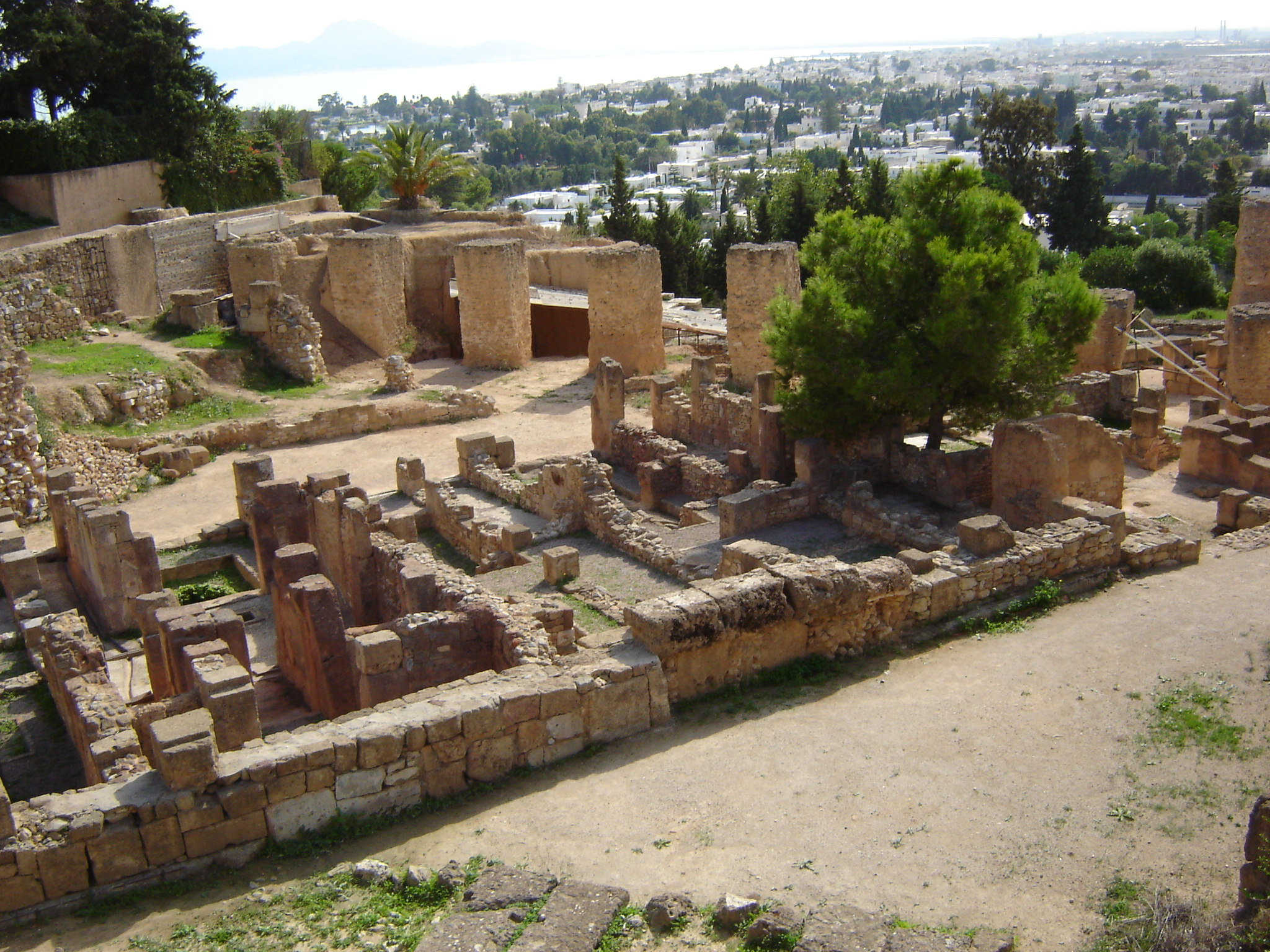
Руїни фінікійського кварталу на пагорбі Бірса

Карфаген був заснований на мисі з виходами до моря на півночі і півдні. Розташування міста зробило його лідером морської торгівлі Середземномор'я. Всі судна, що перетинають море, неминуче проходили між Сицилією і узбережжям Тунісу.
У межах міста були вириті дві великі штучні гавані: одна для військового флоту, здатна вмістити 220 військових кораблів, інша для комерційної торгівлі. На перешийку, що розділяв гавані, була побудована величезна башта, оточена стіною.
Протяжність масивних міських стін становила 37 кілометрів, а висота в деяких місцях досягала 12 метрів. Більшість стін було розташована на березі, що робило місто неприступним з боку моря. Місто мало величезний цвинтар, культові місця, ринки, муніципалітет, вежі й театр. Воно було розділене на чотири однакових житлових райони. Посередині міста стояла висока цитадель, яка називалася Бірса. Карфаген був одним з найбільших міст в елліністичні часи (за деякими оцінками, більшою була тільки Александрія) і числився серед найбільших міст давнини.

## Державний устрій
Точний характер державного устрою Карфагену складно визначити через мізерність джерел. Разом з тим, його політичну систему описували Арістотель і Полібій.
Влада в Карфагені була в руках аристократії, розділеної на ворогуючі аграрну і торгово-промислову фракції. Перші були прихильниками територіальних розширень в Африці і противниками експансії в інших регіонах, чого дотримувалися члени другої групи, яка старалася спиратися на міське населення. Державну посаду можна було купити.
Найвищим органом влади була рада старійшин, на чолі якої стояли 10 (пізніше 30) осіб. На чолі виконавчої влади стояли два суфети, подібні римським консулам, які обиралися щорічно. Карфагенський сенат володів законодавчою владою, кількість сенаторів — приблизно до трьохсот, а сама посада була довічною. Зі складу сенату було виділено комітет з 30 членів, який вів усю поточну роботу. Народні збори формально також відігравали значну роль, але фактично до них зверталися рідко, у разі розбіжностей між суфетами і сенатом.
Приблизно в 450 році до н. е. з метою створити противагу прагненню деяких родів (особливо роду Магонідів) отримати повний контроль над радою старійшин була створена рада суддів. Вона складалася з 104 осіб і спочатку повинна була судити інших посадових осіб після закінчення терміну їхніх повноважень, але згодом займалася контролем і судом.
Від підлеглих племен і міст Карфаген отримував поставки військових контингентів, виплату великого податку в грошовій або натуральній формі. Така система давала Карфагену істотні фінансові кошти й можливість створити сильну армію.

## Релігія

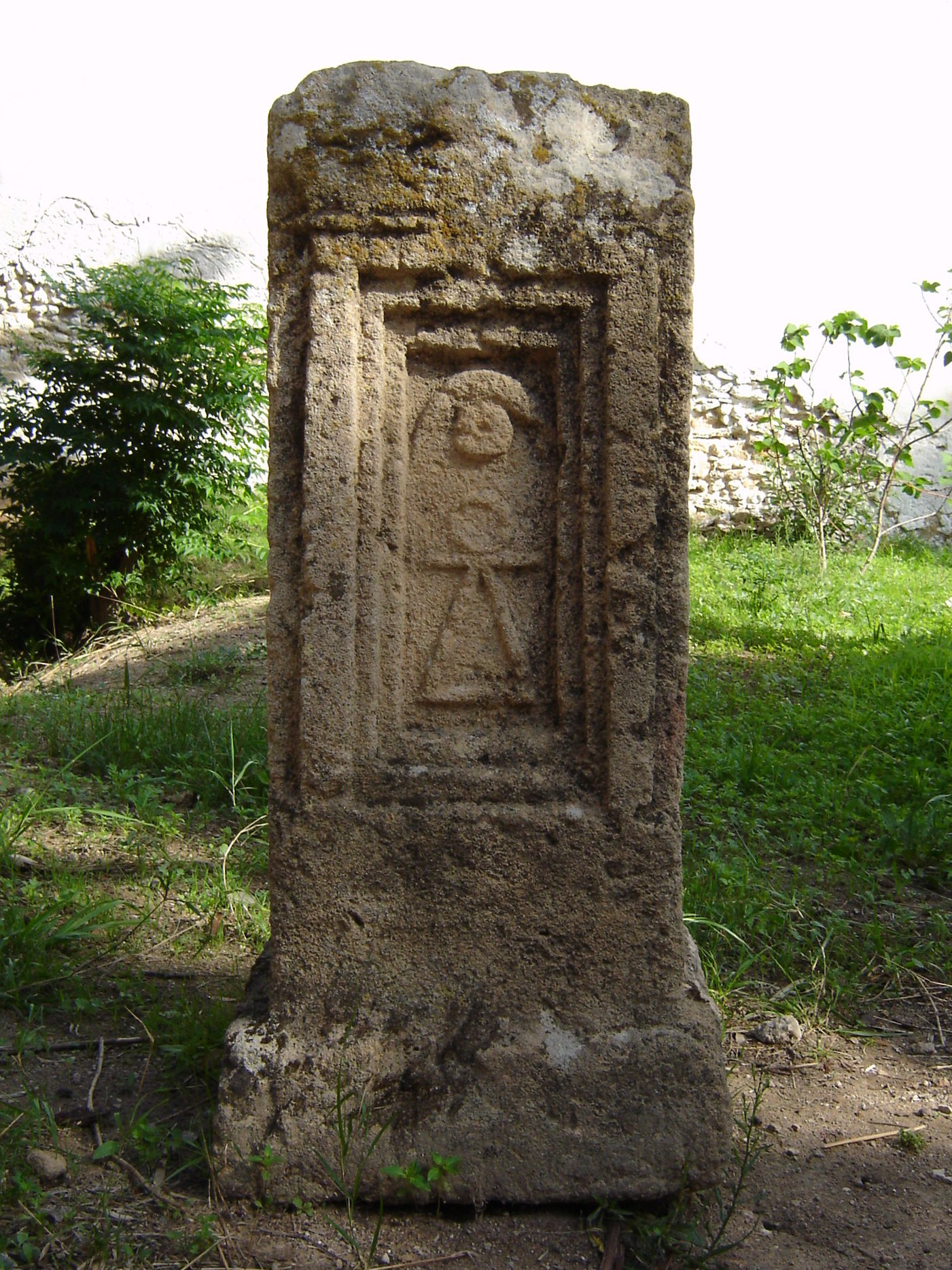
Стела з Тофета з сакральним символом Таніт

Хоча фінікійці жили розрізнено по всьому Західному Середземномор'ю, їх об'єднували спільні вірування. Карфагеняни успадкували ханаанську релігію від своїх фінікійських предків. Щорічно протягом століть Карфаген відправляв посланців у Сур для здійснення там жертвопринесення в храмі Мелькарта. У Карфагені головними божествами були Ваал-Хамон, чиє ім'я означає «господар-жаровик», і Таніт, яку ототожнюють з Астартою.
Найбільш сумнозвісною особливістю релігії Карфагену було принесення в жертву дітей. Згідно зі словами Діодора Сицилійського, у 310 році до н. е., під час атаки міста, щоб утихомирити Ваал-Хамона, карфагеняни принесли в жертву понад 200 дітей зі знатних родин. Принесення невинної дитини в жертву спокути вважалося найбільшим актом умилостивлення богів. Очевидно, цей акт був покликаний забезпечити добробут як сім'ї, так і суспільства.

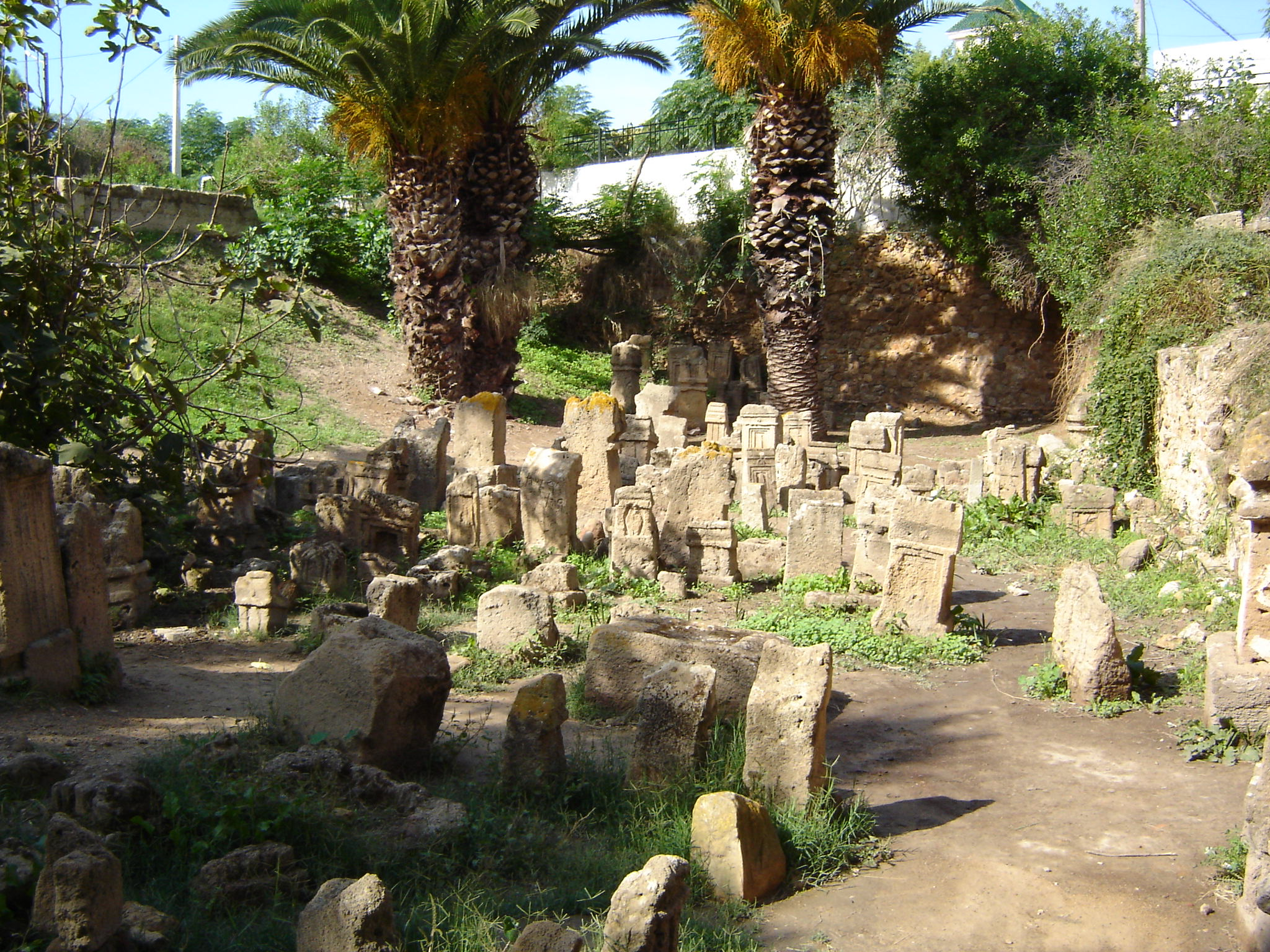
Тофет Карфагену

У 1921 році археологи виявили місце, де були знайдені кілька рядів урн з обвугленими рештками як тварин (їх приносили в жертву замість людей), так і маленьких дітей. Місце назвали Тофет. Поховання знаходилися під стелами, на яких були записані прохання, що супроводжували жертвопринесення. Підраховано, що в цьому місці знаходяться останки понад 20 000 дітей, принесених у жертву всього лише за 200 років.
Однак у теорії про масові дитячі жертвопринесення в Карфагені є і противники. У 2010 році група міжнародних археологів вивчила матеріал із 348 похоронних урн. Виявилося, що близько половини всіх похованих дітей були або мертвонародженими (щонайменше 20 %), або померлими незабаром після пологів. Лише кілька похованих дітей мали вік від п'яти до шести років. Таким чином, дітей кремували і ховали в церемоніальних урнах незалежно від причини їхньої смерті, яка не завжди була насильницькою і відбувалася на жертовнику. Дослідження також спростувало легенду про те, що карфагеняни приносили в жертву перше народжене немовля чоловічої статі в кожній родині.

## Соціальна система
Все населення за своїми правами поділялося на кілька груп за етнічною ознакою. У найважчому становищі перебували лівійці. Територія Лівії була розділена на області, які підпорядковувалися стратегам, податки були дуже високі, їхній збір супроводжувався всілякими зловживаннями. Це призводило до частих повстань, які жорстоко придушувалися. Лівійців насильно набирали в армію — надійність подібних підрозділів, звичайно ж, була дуже низькою. Сикули — сицилійські жителі — становили іншу частину населення; їхні права у сфері політичного управління були обмежені «сидонським правом» (його зміст невідомий). Сикули, однак, користувалися свободою торгівлі. Вихідці з фінікійських міст, приєднаних до Карфагену, користувалися повними цивільними правами, а решта населення (вільновідпущеники, переселенці — словом, не фінікійці) аналогічно сикулам — «сидонським правом».
Щоб уникнути народних хвилювань, найбідніше населення періодично висилали в підвладні області.
Управління залежними територіями карфагеняни здійснювали інакше, ніж римляни. Останні надавали завойованому населенню Італії деяку частку внутрішньої самостійності і звільняли його від сплати будь-яких регулярних податків.

## Економіка
Місто лежало в північно-східній частині нинішнього Тунісу, в глибині великої затоки, недалеко від гирла Багради, що зрошувала родючу рівнину. Тут проходили морські шляхи між східним і західним Середземномор'ям, Карфаген став центром обміну ремісничих виробів Сходу на сировину Заходу і Півдня. Карфагенські купці торгували пурпуром власного виробництва, слоновою кісткою і рабами з Судану, страусиним пером і золотим піском з центральної Африки. В обмін надходило срібло і солона риба з Іспанії, хліб з Сардинії, оливкова олія і грецькі художні вироби з Сицилії. З Єгипту і Фінікії в Карфаген йшли килими, кераміка, емаль і скляні намиста, на які карфагенські купці міняли цінну сировину в тубільців.
З III ст. до н.е. карфагеняни також експортували фарбовані тканини, килими, модні прикраси, амулети, розписні страусині яйця, скло, зброю, кераміку, посуд, парфумерію. Імпортували товари карфагеняни переважно зі своїх колоній та підвладних областей: зерно з Сардинії, вино і оливкову олію — з Сицилії, рибу — з Мавретанії. На Сардинії вони вирощували льон і оливки, споруджували скляні заводи. Мальта під владою карфагенян перетворилася на великий торговий центр.
Крім торгівлі, в економіці міста-держави важливу роль відігравало сільське господарство. На родючій рівнині Багради лежали великі маєтки карфагенських землевласників, що обслуговувалися рабами і місцевим лівійським населенням, які перебували в залежності кріпацького типу. Дрібне вільне землеволодіння, мабуть, не відігравало в Карфагені скільки-небудь помітної ролі. Праця карфагенянина Магона про сільське господарство у 28 книгах була згодом перекладена латинською мовою за наказом римського сенату.
Основними сільськогосподарськими культурами були пшениця і ячмінь. У лівійських володіннях оброблялися стручкові рослини, капуста, спаржа, артишоки, латук і прянощі (лівійський перець, коріандр). Вирощували також льон і марену, що використовували для фарбування тканин. На Мальті були плантації бавовнику. Найпоширенішими фруктовими деревами були інжир, фінікова пальма (її зображення зустрічаються на карфагенских монетах і численних стелах) і гранат (римляни називали плоди граната «пунічними яблуками»). Починаючи з V століття до н. е. фініки вирощували на територіях, прилеглих до Сахарі, де було багато оаз, а також на захід від Утіки. Після 400 року до н. е. в Лівії і на атлантичному узбережжі Африки широко поширюється виноградарство, карфагеняни обробляють виноград також на Піренейському півострові і Сицилії. також в значнній кількості стали висаджуватися оливкові дерева. Ці продукти в свою чергу становили основу карфагенської кухні.
Карфагенські купці постійно шукали нові ринки. Приблизно в 480 році до н. е. мореплавець Гімількон висадився в Британії на берег сучасного півострова Корнуолл, багатого оловом. А через 30 років Ганнон, виходець з впливової карфагенської сім'ї, очолив експедицію з 60 кораблів, на яких було 30 000 чоловіків і жінок. Людей висаджували в різних частинах узбережжя, щоб вони засновували нові колонії. Не виключено, що, пропливши через Гібралтарську протоку і далі на південь вздовж західного узбережжя Африки, Ганнон досяг Гвінейської затоки і навіть берегів сучасного Камеруну. 
Вирощували велику та дрібну рогату худобу. У лівійців, нумідійців та мавританців скуповували слонів, коней, верблюдів. Розводили свійську птицю — курей, гусей, цесарок і навіть страусів, яких тримали заради яєць. Було поширене також бджільництво. насамперед лівійські володіння. У великій кількості вироблявся віск.
У володіннях були численні копальні, де добувалися свинець, олово, залізо, срібло. Було розвинено металургію. Найбільшими поклади були на Сицилії, Сардинії та Піренейському півострові. Після поразки у Першій і Другій Пунічних війнах Карфаген втратив тамтешні копальні. За цих обставин став розробляти поліметалічні руди біля річки Меджерда, міста Тігібба, на горі Кеббауч. Центрами обробки металів стали Карфаген і Утіка.
Підприємливість і ділова хватка його жителів допомогли Карфагену стати, за загальним визнанням, найбагатшим містом Стародавнього світу. На початку III століття до н. е. завдяки технологіям, флоту й торгівлі місто висунулося на передові позиції. Грецький історик Аппіан писав про карфагенян: «Могутність їхня з військової точки зору стала рівна еллінській, за багатством же знаходилася на другому місці після перської».
Ще більше економічна потуга зросла після Другої Пунічної війни. Завдяки застосуванню нових аграрних технологій Карфаген зумів відновити від тяжкої поразки. Через 10 років після битви при Замі (191 рік до н. е.) Карфаген вже запропонував Риму виплатити всю суму військової контрибуції (323 т срібла), тобто повністю розплатитися за 40 років наперед.
На плантаціях широко застосовували рабську працю. У деяких господарствах працювало до 20 тисяч рабів. Експлуатувалися також боди (на кшталт клієнтів в Стародавньому Римі).

## Армія
Армія Карфагену була головним чином найманою, хоча існувало й міське ополчення. Основу піхоти становили іспанські, африканські, грецькі, галльські найманці; карфагенська аристократія служила в «священному загоні» — важкоозброєній піхоті. Наймана кіннота складалася з нумідійців, які вважалися в античності майстерними вершниками, та іберійців. Іберійці також вважалися хорошими воїнами — балеарські пращники і цетратії (caetrati — співвідносні з грецькими пельтастами) утворювали легку піхоту, скутатії (озброєні списом, дротиком і бронзовим панциром) — важку, іспанська важка кавалерія (озброєна мечами) теж дуже цінувалася. Племена кельтіберів користувалися озброєнням галлів — довгими двосічними мечами. Важливу роль грали також слони, яких утримували в кількості близько 300. Високим було і «технічне» оснащення армії (катапульти, балісти тощо). Загалом за складом пунійська армія була схожа на армії елліністичних держав. На чолі армії перебував головнокомандувач, який обирався радою старійшин, але наприкінці існування держави це обрання проводилося і військом, що свідчить про монархічні тенденції.
У разі потреби держава могла мобілізувати флот з декількох сотень квінквірем, обладнаних і озброєних за останнім словом елліністичної морської техніки і забезпечених досвідченим екіпажем.

## Історія
Карфаген був заснований вихідцями з фінікійського міста Сура наприкінці IX століття до н. е. Згідно з легендою, місто заснувала вдова фінікійського царя на ім'я Дідона (дочка сурського царя Картона). Вона пообіцяла місцевому племені заплатити дорогоцінний камінь за шматок землі, обмежений шкірою бика, але за умови, що вибір місця залишиться за нею. Після того, як угода була укладена, колоністи вибрали зручне місце для міста, окільцювавши його вузькими ременями, зробленими з однієї бичачої шкури. У першій іспанській хроніці «Estoria de España» (1282 або 1284), підготовленій королем Альфонсо X на основі латинських джерел, повідомляється про те, що слово «carthon» на «тій мові означало шкура (шкіра), і що тому вона назвала місто Картаго [Carthago]». У цій самій книзі наводяться і деталі подальшої колонізації.
Достовірність легенди невідома, але здається малоймовірним, що без сприятливого ставлення аборигенів жменька переселенців могла закріпитися на відведеній їй території та заснувати там місто. До того ж є підстави вважати, що переселенці були представниками політичної партії, неугодної на батьківщині, і сподіватися на підтримку метрополії їм навряд чи доводилося. За повідомленнями Геродота, Юстина й Овідія, незабаром після заснування міста відносини між Карфагеном і місцевим населенням зіпсувалися. Вождь племені максіїв Ярбас під загрозою війни зажадав руку цариці Дідони, але та віддала перевагу смерті, а не шлюбу. Війна, проте, почалася і була не на користь карфагенян. За Овідієм, Ярбас навіть захопив місто й утримував його впродовж декількох років.
Судячи з предметів, знайдених під час археологічних розкопок, на початку своєї історії торговельні зв'язки з'єднували Карфаген з метрополією, а також Кіпром і Єгиптом.
У VIII столітті до н. е. становище в Середземномор'ї сильно змінилося. Фінікія була захоплена Ассирією, і численні колонії стали незалежними. Ассирійське панування викликало масовий відтік населення з давніх фінікійських міст у колонії. Ймовірно, населення Карфагену поповнилося біженцями до такої міри, що Карфаген зміг, у свою чергу, сам утворювати колонії. Першою карфагенською колонією в Західному Середземномор'ї стала Ібіса на Пітіузьких островах (перша половина VII століття до н. е.).
На рубежі VII і VI ст. до н. е. почалася грецька колонізація. З метою протистояння просуванню греків фінікійські колонії почали об'єднуватися в держави. На Сицилії — Панорм, Солунт, Мотія в 580 році до н. е. успішно протистояли грекам. В Іспанії союз міст, очолюваний Кадісом, боровся з Тартессом. Але основою єдиної фінікійської держави на заході став союз Карфагену і Утіки.
Вигідне географічне положення дозволило Карфагену стати найбільшим містом Західного Середземномор'я (населення досягало 700 000 осіб), об'єднати навколо себе інші фінікійські колонії в Північній Африці й Іспанії і вести великі завоювання та колонізацію.

### VI століття до н. е.
У VI столітті греки заснували колонію Массалія і уклали союз з Тартесом. Спочатку пунійці зазнавали поразок, але Магон I провів реформу армії (тепер основою військ стали найманці), був укладений союз з етрусками і в 537 році до н. е. після морської битви при Алалії греки зазнали важких втрат і були змушені покинути Корсику. Незабаром був знищений Тартес і приєднані всі фінські міста Іспанії.
Основним джерелом добробуту була торгівля — карфагенські купці торгували в Єгипті, Італії, Іспанії, в Чорному та Червоному морях — і сільське господарство, що базувалося на широкому використанні рабської праці. Існувала жорстка регламентація торгівлі — Карфаген прагнув монополізувати товарообіг; із цією метою всі піддані були зобов'язані торгувати тільки за посередництва карфагенських купців. Це приносило величезні прибутки, але сильно гальмувало розвиток підвладних територій і сприяло зростанню сепаратистських настроїв. Під час греко-перських воєн Карфаген імовірно був у союзі з Персією, спільно з етрусками була проведена спроба повного захоплення Сицилії. Але після поразки в битві при Гімері (480 рік до н. е.) від коаліції грецьких міст-держав боротьба була припинена на декілька десятиліть. Основним противником пунійців були Сіракузи (до 400 році до н. е. це держава перебувала на вершині могутності і прагнула відкрити торгівлю на заході, повністю захоплену Карфагеном), війна тривала з проміжками майже сто років (394—306 роки до н. е.) і закінчилася майже повним завоюванням Сицилії пунійцями.

### III століття до н. е.
У III столітті до н. е. інтереси Карфагену ввійшли в конфлікт із Римською республікою, що посилилася. Відносини, раніше союзницькі, стали погіршуватися. Вперше це проявилося на заключному етапі війни Риму з Таранто. Зрештою у 264 році до н. е. почалася Перша Пунічна війна. Вона велася головним чином на Сицилії і на морі. Досить швидко римляни захопили Сицилію, але тут позначилася майже повна відсутність у Риму флоту. Лише до 260 року до н. е. римляни створили флот і, використавши абордажну тактику, здобули морську перемогу біля мису Міли. У 256 році до н. е. римляни перенесли бойові дії в Африку, розбивши флот, а потім і сухопутну армію карфагенян. Але консул Атілій Регул не зміг використати отриману перевагу, і через рік пунійська армія під командуванням спартанського найманця Ксантиппа завдала римлянам повної поразки. У цій битві, як і в багатьох попередніх і наступних, перемогу принесли слони (навіть незважаючи на те, що римляни вже стикалися з ними, воюючи проти Пірра, царя Епіру). Лише у 251 році до н. е. в битві біля Панорма римляни здобули велику перемогу, захопивши 120 слонів. Через два роки карфагеняни здобули велику морську перемогу (чи не єдину за всю війну) і настало затишшя, обумовлене повним виснаженням обох сторін.

### Гамількар Барка
У 247 році до н. е. головнокомандувачем Карфагену став Гамількар Барка (Блискавка), завдяки його видатним здібностям успіх на Сицилії став схилятися в бік пунійців, але в 241 році до н. е. Рим, зібравшись із силами, зміг виставити новий флот і армію. Карфаген вже не міг їм протистояти і після поразки був змушений укласти мир, поступившись Сицилією Риму, і заплатити контрибуцію в 3200 талантів протягом 10 років.
Після поразки Гамількар подав у відставку, влада перейшла до його політичних противників, яких очолював Ганнон II Великий. Карфагенський уряд зробив надзвичайно нерозумну спробу зменшити плату найманцям, що викликало сильне повстання — лівійці підтримали армію. Так почалося повстання найманців, яке ледь не закінчилося загибеллю країни. Гамількар був призваний до влади. У ході трирічної війни він придушив повстання, але гарнізон Сардинії приєднався до повсталих і, побоюючись племен сардів, що жили на острові, визнав владу Риму. Карфаген зажадав повернути острів. Оскільки Рим шукав будь-який привід знищити Карфаген, то під незначним приводом у 237 році до н. е. оголосив війну. Лише сплативши римлянам 1200 талантів на відшкодування військових витрат і поступившись Сардинією з Корсикою, Карфагену вдалося запобігти війні.
Явна нездатність аристократичного уряду до ефективного управління привела до посилення демократичної опозиції, очолюваної Гамількаром. Народні збори наділили його повноваженнями головнокомандувача. У 236 році до н. е., підкоривши все африканське узбережжя, він переніс бойові дії в Іспанію. Дев'ять років воював він там, поки не загинув у битві. Після його смерті головнокомандувачем армія обрала його зятя Гасдрубала. За 16 років (236—220 роки до н. е.) більша частина Іспанії була завойована й міцно прив'язана до метрополії. Срібні копальні давали дуже великі доходи, у боях була створена сильна армія. У результаті в цілому Карфаген навіть став набагато сильнішим, ніж він був до втрати Сицилії.

### Ганнібал Барка

Після смерті Гасдрубала армія обрала Ганнібала — сина Гамилькара — головнокомандувачем. Всіх своїх дітей — Магона, Гасдрубала і Ганнібала — Гамилькар виховував у дусі ненависті до Риму, тому, отримавши контроль над армією, Ганнібал почав шукати привід для війни. У 218 році до н. е. він захопив Сагунт — іспанське місто і союзника Риму — війна почалася. Несподівано для ворога Ганнібал провів свою армію в обхід через Альпи на територію Італії. Там він здобув ряд перемог — при Тицині, Требії і Тразимено. У Римі призначили диктатора, але у 216 році до н. е. біля міста Канни Ганнібал завдав римлянам нищівної поразки, наслідком якої був перехід на бік Карфагену значної частини Італії, і другого за значенням міста — Капуї. Бойові дії велися і в Іспанії, і на Сицилії. Спочатку успіх був на боці Карфагену, але потім римляни зуміли здобути ряд важливих перемог. Із загибеллю брата Ганнібала — Гасдрубала, який вів йому значні підкріплення, — становище Карфагену дуже сильно ускладнилося. Висадка Магона в Італії була безрезультатна — він зазнав поразки і був убитий у бою. Незабаром Рим переніс бойові дії в Африку. Уклавши союз з царем нумідійців Масиніссою, Сципіон завдав пунійцям ряд поразок. Ганнібала викликали на батьківщину. У 202 році до н. е. в битві біля Зами, командуючи погано навченим військом, він зазнав поразки, і карфагеняни вирішили укласти мир. За його умовами вони були змушені віддати Риму Іспанію і всі острови, утримувати тільки 10 бойових кораблів і виплатити 10 000 талантів контрибуції. Крім того, вони не мали права воювати з будь-ким без дозволу Риму.
Після закінчення війни вороже налаштовані до Ганнібала Ганнон, Гісгон і Гасдрубал Гед — глави аристократичних партій спробували домогтися засудження Ганнібала, але, підтриманий населенням, він зумів утримати владу. З його ім'ям були пов'язані надії на реванш. У 196 році до н. е. Рим переміг у війні Македонію, яка була союзницею Карфагену. Але залишався ще один союзник — цар Селевкідської імперії Антіох. Саме в союзі з ним Ганнібал розраховував вести нову війну, але спершу треба було покінчити з олігархічною владою в самому Карфагені. Користуючись своїми повноваженнями суфета, він спровокував конфлікт зі своїми політичними противниками та практично захопив одноосібну владу. Його жорсткі дії проти корупції в середовищі аристократичного чиновництва викликали протидію з їхнього боку. У Рим був зроблений донос про дипломатичні зв'язки Ганнібала з Антіохом. Рим зажадав його видачі. Розуміючи, що відмова викличе війну, а країна до війни не готова, Ганнібал був змушений тікати з країни до Антіоха. Там він не отримав ніяких повноважень, незважаючи на найбільші почесті, що супроводжували його прибуття. Після поразки Антіоха він переховувався на Криті, у Віфінії і, нарешті, постійно переслідуваний римлянами, був змушений накласти на себе руки, не бажаючи потрапити в руки ворога.

### Знищення Карфагену
Навіть зазнавши поразки у двох війнах, Карфаген зумів швидко оговтатися і незабаром знову став одним із найбагатших міст. На той час у Римі торгівля вже давно стала суттєвою галуззю економіки і конкуренція Карфагену сильно заважала її розвитку. Велике занепокоєння викликало також його швидке відновлення. Марк Катон, який був на чолі однієї з комісій, що розслідували суперечки Карфагену, зумів переконати більшу частину сенату, що він все ще становить небезпеку. Питання про початок війни було вирішене, але необхідно було знайти зручний привід.
Його подав цар нумідійців Масинісса, який постійно нападав на карфагенські володіння; зрозумівши, що Рим завжди підтримує противників Карфагену, він перейшов до прямих захоплень. Всі скарги карфагенян ігнорувалися або вирішувалися на користь Нумідії. Зрештою, пунійці були змушені дати йому пряму військову відсіч. Рим негайно пред'явив претензії у зв'язку з початком бойових дій без дозволу і до Карфагену прибула римська армія.
Налякані карфагеняни просили миру, погоджуючись на всі мислимі умови. Перш за все, римський консул Луцій Цензорін зажадав віддати всю зброю. Коли вона була видана, він оголосив головну вимогу римського сенату: Карфаген має бути зруйнований, його жителі виселені, а нове місто має бути засноване в будь-якому іншому місці, але далеко від моря, на відстані не менше 10 миль (16 км) від морського узбережжя. Це означало, що воно ніколи не зможе відродитися, оскільки весь добробут Карфагену було засновано на морській торгівлі.
Попросивши місяць на обдумування, пунійці приготувались до бою. Так почалася Третя Пунічна війна, яка була знищенням Римом свого торгового конкурента (військова міць Карфагену була зламана до цього). Місто було добре укріплене і вперто оборонялося, тому захопити його римлянам вдалося лише через три роки важкої облоги і виснажливих боїв. Карфаген був повністю зруйнований, з 500 000 населення 50 000 (згідно з повідомленням Оросія 55 000) були взяті в полон і продані в рабство. У вогні війни була знищена література Карфагену, за винятком трактату про сільське господарство, написаного Магоном, який був збережений за спеціальною постановою римського сенату з метою подальшого перекладу латиною. На території Карфагену була створена римська провінція Африка, що керувалася намісником з Утіки.

### Рим в Африці

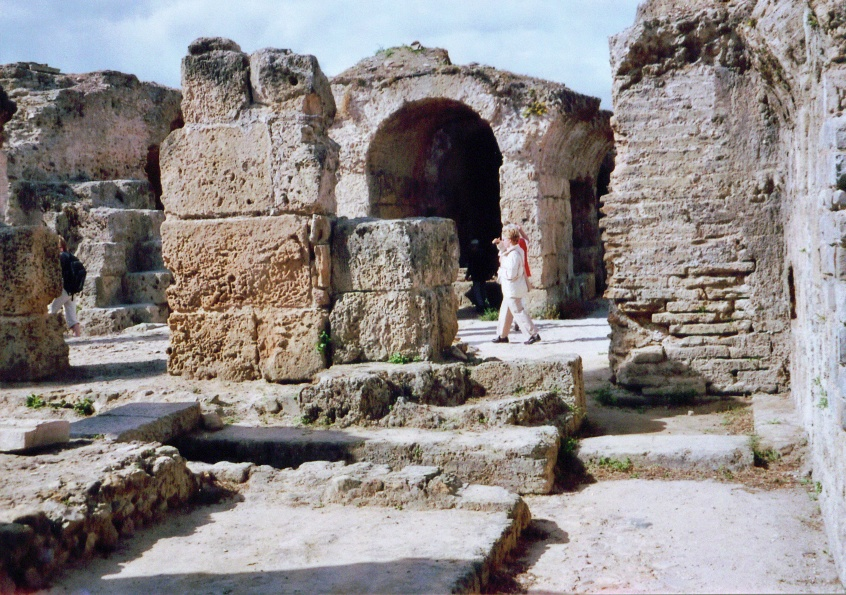
Руїни міських кварталів. Терми Антоніна Пія

Усього лише через 100 років після зруйнування Карфагена Юлій Цезар вирішив заснувати на місці міста колонію. Цим планам судилося здійснитися тільки після його смерті. На честь засновника колонія була названа «Colonia Julia Carthago» або «карфагенська колонія Юлія». Римські інженери забрали близько 100 000 кубічних метрів землі, зруйнувавши вершину Бірси, щоб вирівняти поверхню і знищити сліди минулого. На цьому місці було зведено храми і красиві громадські будівлі. Через якийсь час Карфаген став одним із найрозкішніших міст Римського світу, за величиною другим після Риму містом Заходу. Для задоволення потреб 300 000 жителів міста там були побудовані: цирк на 60 000 глядачів, театр, амфітеатр, терми і 132-кілометровий акведук.

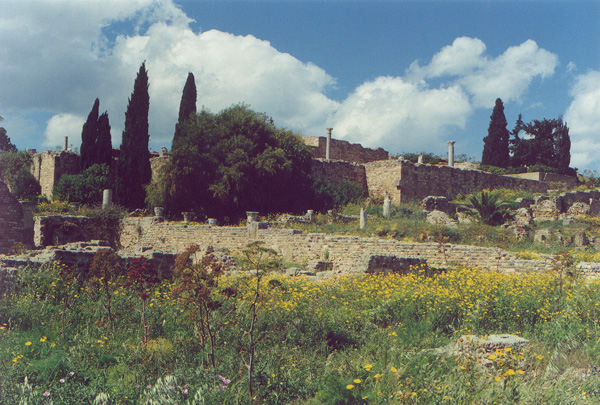
Руїни римського часу

Християнство досягло Карфагену приблизно в середині II століття н. е. і швидко поширилося в місті. Приблизно в 155 році н. е. в Карфагені народився відомий теолог і апологет Тертуліан. Завдяки його працям латинська мова стала офіційною мовою Західної церкви. У III столітті єпископом Карфагенським був Кипріян, який увів у вжиток систему семиступінчастої церковної ієрархії і загинув мученицькою смертю у 258 році н. е. Ще один житель Північної Африки, Авґустин Блаженний (354—430), найбільший християнський богослов давнини, об'єднав віровчення церкви з грецькою філософією.
До початку V століття н. е. Римська імперія переживала занепад, і те саме відбувалося з Карфагеном. У 439 році н. е. місто було захоплене і розграбоване вандалами. Через сто років завоювання міста візантійцями на деякий час призупинило його остаточне падіння. У 698 році н. е. місто було взято арабами, його камені послужили матеріалом для будівництва міста Туніса. У наступних століттях мармур і граніт, що колись прикрашали римське місто, були розграбовані і вивезені з країни. Пізніше їх використовували для будівництва соборів у Генуї, Пізі, а також Кентерберійського собору в Англії.
Сьогодні це передмістя Тунісу й об'єкт для туристичного паломництва.